# Warszawaupproret
Warszawaupproret var ett uppror av den polska motståndsrörelsen i Warszawa under andra världskriget mellan 1 augusti och 3 oktober 1944 med mål att befria staden från den tyska ockupationsmakten. Upproret leddes av general Tadeusz Bór-Komorowski och slutade med att tyskarna praktiskt taget jämnade staden med marken och flera hundra tusen människor mördades.

## Förloppet

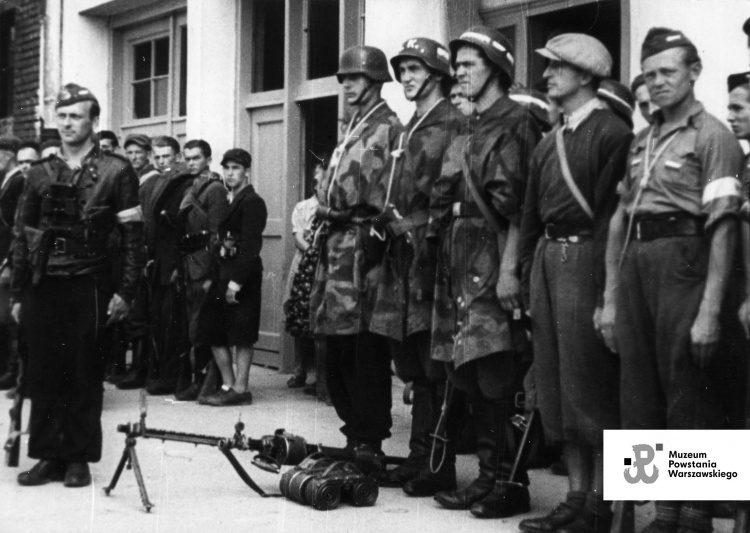
Upprorssoldater i blandad utrustning, bland annat tyska hjälmar och tältdelar i kamouflagefärg.

### Inledningen
Sommaren 1944 ryckte Röda armén fram mot Nazityskland. När ryssarna under ledning av Konstantin Rokossovskij närmade sig Warszawa och artilleribeskjutning hördes tydligt i staden, reste sig den polska hemmaarmén (Armia Krajowa, AK) mot de tyska ockupanterna. Upproret ingick i ett samordnat serie av uppror, operation Burza (Storm), i Lwów, Wilno (nuvarande Lviv och Vilnius) och Warszawa. Planen var att befria städerna innan Röda armén tågade in och därmed säkra den polska exilregeringens roll i efterkrigets Polen. Upprorsmännen utgick ifrån att sovjetarmén skulle fortsätta med sin offensiv mot tyskarna. Moskvaradion uppmanade dessutom Warszawabor att resa sig mot tyskarna. Man hade också förhoppningar om att de västallierade skulle etablera en luftbro till staden. Den 28 juli 1944 informerade Polens ambassadör Edward Raczyński den brittiske utrikesministern Anthony Eden om slutförberedelserna till upproret och Stalin personligen underrättades den 2 augusti. Uppgiften om att tyska officerare utfört 20 juli-attentatet mot Hitler i närliggande Ostpreussen stärkte också den polska ledningens tro att tiden var mogen. Den 1 augusti 1944 klockan 17:00 inleddes upproret. Den 40 000 man starka hemarmén med bristfällig utrustning gick till anfall – men bara var fjärde soldat hade ett vapen, så stenar, hemmagjorda vapen och eldkastare gjorda av trädgårdsslangar användes ofta.  

### Inledande framgångar

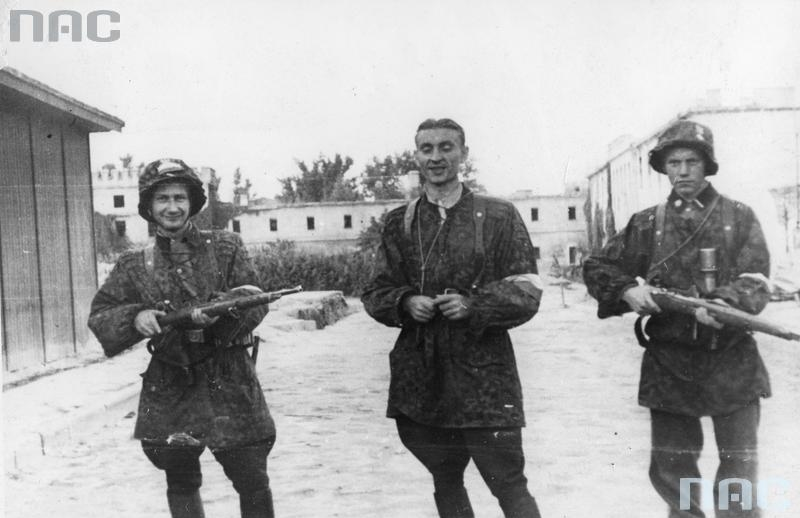
Polska soldater från Hemmarmén efter de inledande framgångarna.

Tyskarna överrumplades av angreppets omfattning och motståndsmännen fick kontroll över vissa delar av staden. När polackerna började slåss tystnade det sovjetiska artilleriet. Under hela upproret skedde detaljerad rapportering till den polska exilregeringen och de västallierade. Tyvärr tolkades general Bór-Komorowskis dagliga rapporter genom radio om behov av vapen, ammunition och mat som överdrivna. Den polska regeringen och polska organisationer behövde använda uthållig lobbying för att få de västallierade att inse allvaret. Deras vanligaste reaktion var att förvänta sig att Sovjetunionen som var närmare skulle förse staden med hjälp. Hjälpflygningar och nedsläpp från britterna, USA och Sovjetunionen kom därför att ske i mycket begränsad omfattning och med stora förluster. Londontidningar skrev till och med att den huvudstad som först anfölls såg ut att bli den första att befrias.

### Tyska motangrepp

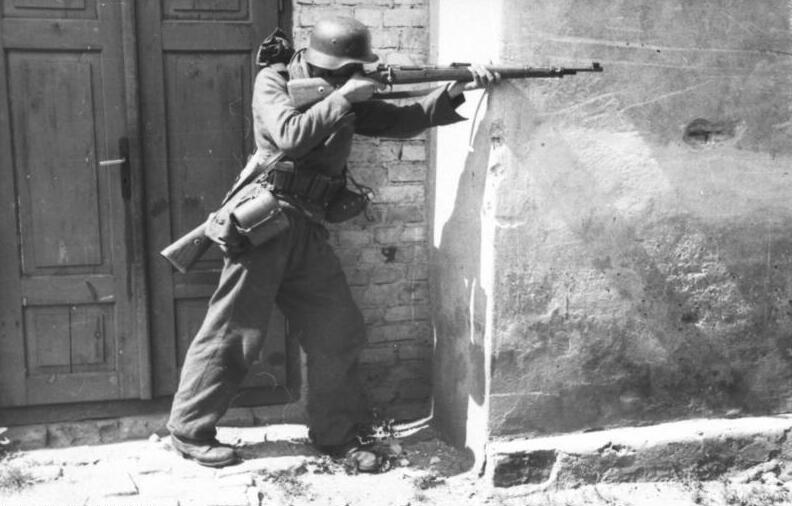
Tysk soldat i strid under upproret.

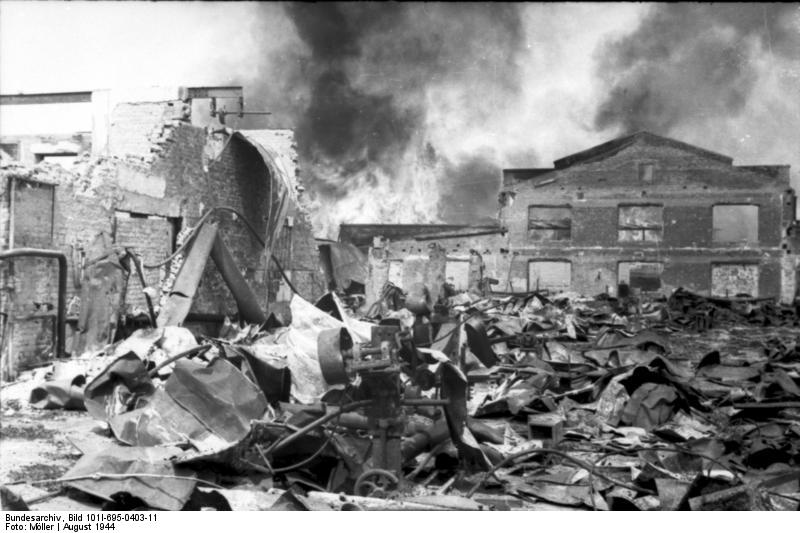
Stridernas förödelse.

De tyska styrkorna började använda mänskliga sköldar framför sina stridsvagnar och en massiv vedergällning på de civila inleddes. Det vanliga vedergällningsmåttet hundra avrättade polacker för varje död tysk var normen. Som Norman Davies uttryckte det i en CNN-dokumentär, under varje dag under upproret dog ungefär lika många människor som i World Trade Center-attacken 11 september 2001 i New York. Alla hjälpte till att bygga barrikader och barn och ungdomar hjälpte till att sätta eld på tyska stridsvagnar. Polackerna stred oerhört hårdnackat med de få medel som stod dem till buds mot en i alla sammanhang överlägsen fiende. Tyskarna fick kämpa hårt, kvarter för kvarter, hus för hus, våning för våning, i vissa fall rum för rum. Vissa hus togs och återtogs otaliga gånger. Den 5 augusti befriades ett läger med 300 judar. Tyskarna började snart få övertaget, men det tog dem en månad att återta Gamla staden. Efter några veckor återstod det tre motståndsfickor – stadsdelarna Żolibórz, Mokotów och Centrum. Avloppssystemet användes som evakueringsväg mellan områdena. Till exempel, när Mokotów skulle evakueras, tog det 20 timmar att ta sig till centrum. Flera av dem som flydde fick tillfälliga ögonskador av de giftiga ångorna i avloppssystemet. Under hela upproret fungerade den underjordiska infrastrukturen med sjukhus som flyttades från källare till källare för att undgå de tyska bomberna, ammunitionsfabriker som återanvände sprängmedlet i tyska bomber i handgranater, bagerier och tryckerier. I slutet på augusti kom efterlängtade nedsläpp från allierades flyg, men då var situationen redan förlorad. Inom staden var moralen från början hög och den egna polisen och domstolsväsendet skulle garantera att laglöshet inte uppstod. I och med att förhållanden blev sämre ökade även plundring och repressalier mot kollaboratörerna.

### Kapitulation

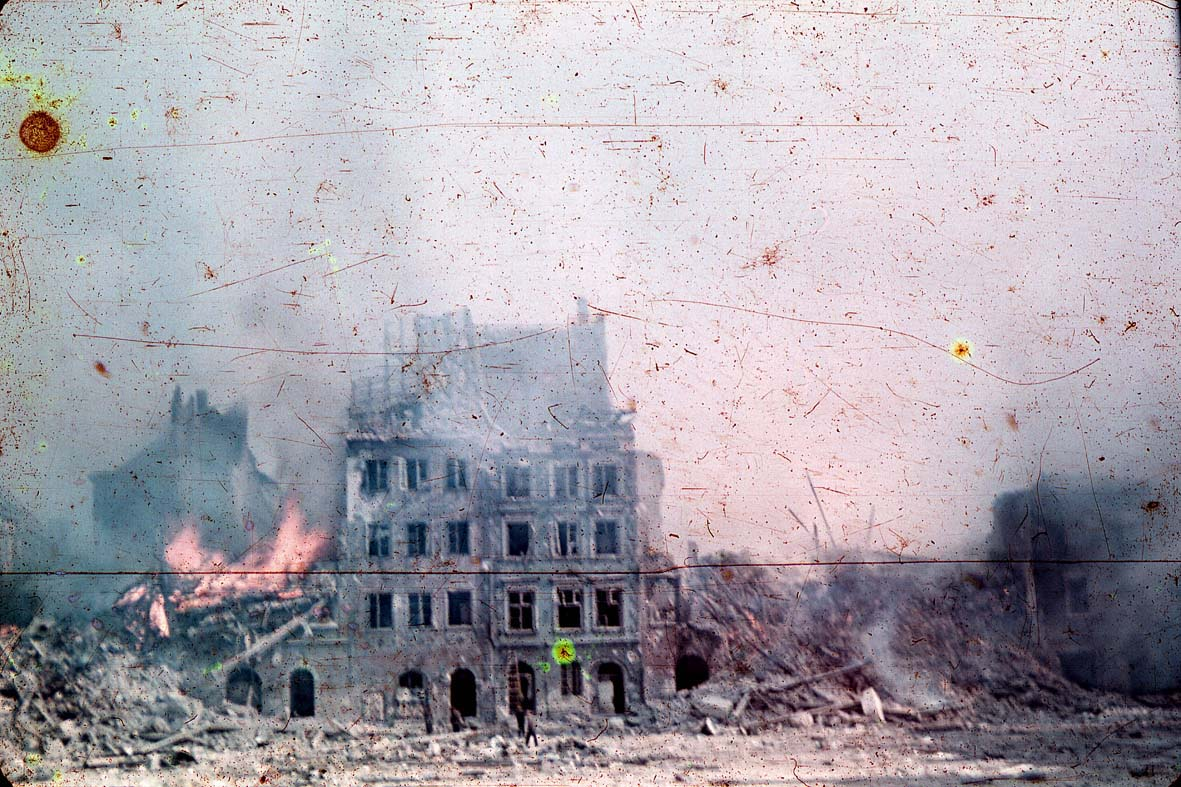
Färgfoto från augusti från marknadstorget i Gamla stan. Fotografen Ewa Faryaszewska var korpral i polska hemarmén.

Under SS-Obergruppenführer Erich von dem Bach-Zelewskis befäl kunde de tyska trupperna utan misskund den 2 oktober slutligen besegra revoltörerna. På den tyska sidan deltog även soldater från de så kallade "kollaborationistiska styrkorna", bland annat RONA-brigaden bestående av ryssar och vitryssar som hade betydande roller i omfattande massakrer på stadens invånare. Upproret pågick i 63 dagar och 80% av staden lades i ruiner. Tyskar och polacker förlorade cirka 17 000 soldater var medan 200 000 civila fick sätta till livet. Resterande befolkning fördrevs till arbets- och koncentrationsläger i bland annat Pruszków. Staden skulle enligt Hitlers order jämnas med marken. När Röda armén slutligen befriade staden den 17 januari 1945 var över 90 procent av byggnaderna förstörda.

## Kontroversen kring Sovjetunionens roll
Det råder delade meningar om varför polackerna inte fick stöd av Röda armén som befann sig på andra sidan om floden Wisła. Kontroversen flätar ihop sig med en liknande kontrovers – om de västallierade ställde upp för Warszawa eller inte. 

### Element i kontroversen

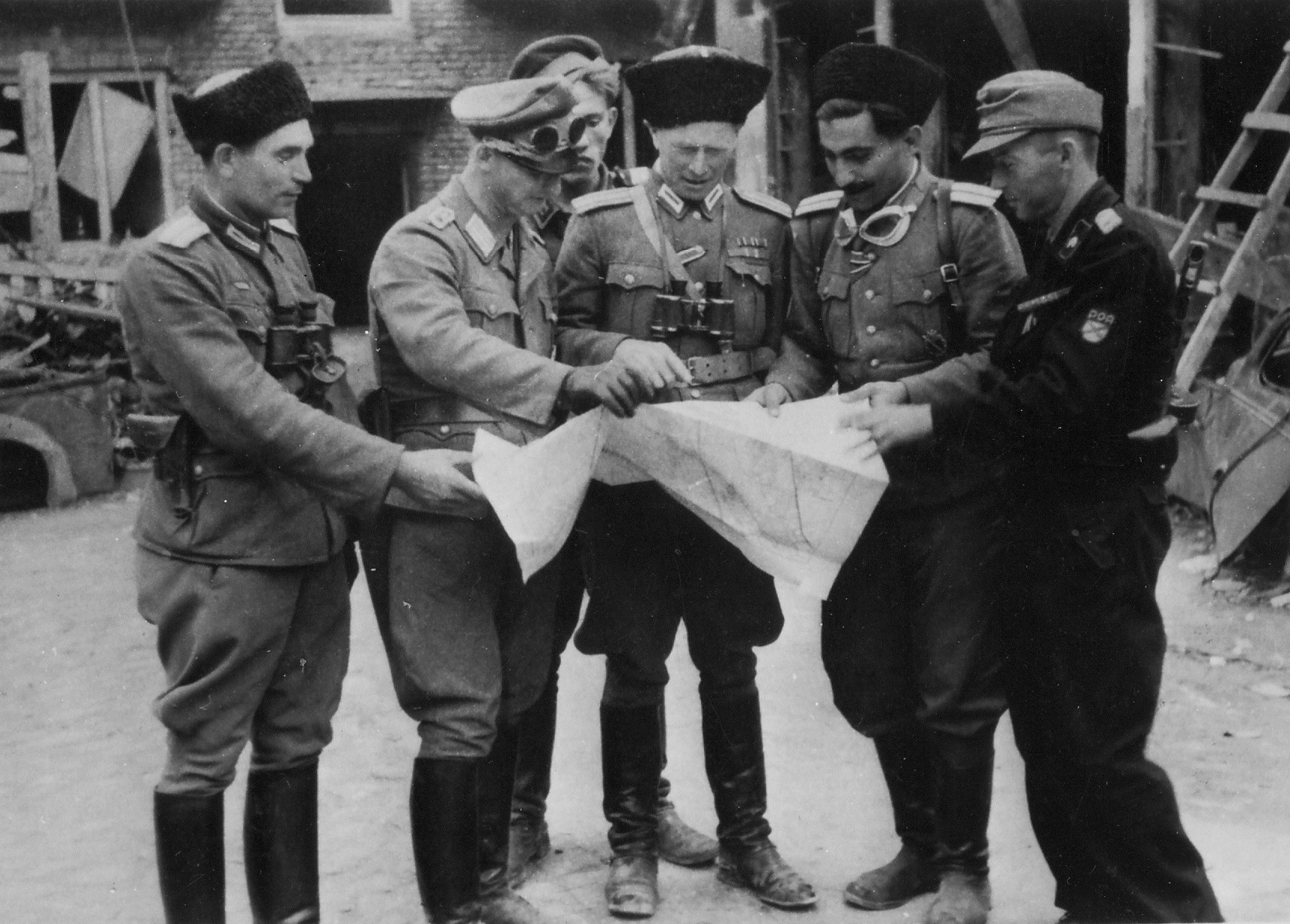
Soldater från Ryska nationella befrielsearmén och Ryska befrielsearmén (längst till höger) deltog i krossandet av Warszawaupproret.

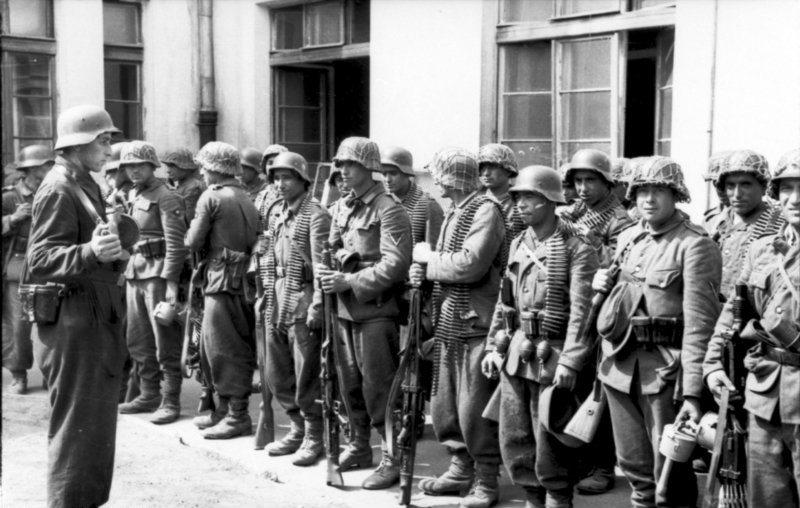
Det gjorde även soldater från de azerbajdzanska östbataljonerna.

Följande element återkommer i kontroversen:
- Genom att den polska hemmaarmén (AK), som var underställd den landsflyktiga lagliga regeringen i London, eliminerades lämnades fältet fritt för den sovjetkontrollerade Lublinkommittén (PKWN) vilken senare bildade Lublinregeringen som under sovjetisk kontroll tog makten i Polen i andra världskrigets slutskede.
- De västallierade ställde inte upp på upprorsmännens sida för att inte reta Stalin och på grund av det stora avståndet till väst.
- Röda armén mötte starkt motstånd av tyska trupper vid Warszawa och var i behov av vila efter den intensiva offensiven.

### Polsk-sovjetiska förhandlingar
Händelseförloppet var sådant att upproret hade startat den 1 augusti, den 2 augusti fick den sovjetiske generalen Konstantin Rokossovskij uppgifter från den egna underrättelsetjänsten om att ett uppror hade brutit ut i staden. Först den 3 augusti 1944 fick Stalin officiellt kännedom om detta av den polska exilregeringens premiärminister Stanisław Mikołajczyk som anlände till Moskva den 30 juli och fick den 3 augusti 1944 samtala med Stalin. Mikołajczyk meddelade att staden skulle komma att befrias inom några dagar men att polackerna behövde sovjetisk hjälp. Stalin lovade hjälp men uttryckte att det inte skulle komma att bli några "aktioner utanför den sovjetiska linjen". Stalin meddelade sin plan att dra den sovjetisk-polska gränsen vid Curzonlinjen vilket hade förkastats som oacceptabel av Mikołajczyk. Mikołajczyk träffade också ledarna för den kommunistiska regeringen (PKWN), Bolesław Bierut och Wanda Wasilewska, samt Zygmunt Berling, överbefälhavaren för den polska folkarmén inom de sovjetiska styrkorna. De kommunistiska ledarna ville att Mikołajczyk skulle avgå och överlåta regeringsansvaret på PKWN, vilket avböjdes av premiärministern. Den 12 augusti undrade Churchill i ett telegram till Stalin "varför den sovjetiska offensiven hade stoppats just när polackerna inledde upproret". Till Eden uttryckte han också sina misstankar att Stalin hade en dold agenda.

### Polsk tolkning
Den tolkning som förekommer oftast inom den akademiska världen, och som initierades av polacker i exil redan i oktober 1944 var att Stalin ville låta tyskarna förinta de styrkor som var förbundna med den polska exilregeringen, och därmed öppna vägen för kommunistiskt övertagande av landet. Därför skulle den sovjetiska framryckningen stoppats på order från Kreml. En intressant citat av sovjetmaktens siste företrädare i Polen, general Jaruzelski, som själv sårades vid Warszawa, säger: "Det var möjligt att ta Warszawa... Men [Kremls] beslut, att inte försöka, var förnuftigt enligt den sovjetiska logiken – 'Varför inleda en sådan operation och betala priset, när Warszawaupproret inte var av intresse för oss?' " Den tyske militäre ledaren Heinz Guderian kommenterade kontroversen: "Vi tyskar hade intrycket att det var vårt försvar som stoppade fienden mer än en rysk önskan att sabotera upproret".

### Stalins beslut
Exakt hur ordergivningen om halt utanför Warszawa på den sovjetiska sidan gick till är oklart; Zjukov till exempel förespråkade vila medan Molotov ville ha omedelbar offensiv. Det gemensamma beslutet i Kreml var att göra halt utanför Warszawa. Som stöd för uppfattningen om beordrad halt för sovjetarmén och avsikten att låta tyskarna förgöra AK anförs ofta det faktum att Stalin motverkade de västallierades försök att leverera materiel genom att förbjuda mellanlandningar för flygplanen. Speciellt då tre sovjetiska flygfält regelbundet fick användas av USAAF för andra transporter och vid bombningarna av Tyskland och Rumänien, men Stalins administration explicit avslog begäran att använda flygfälten vid hjälp till polackerna. Leveranser av materiel utfördes av polska och brittiska styrkor (B-24 Liberator, Handley Page Halifax och Douglas C-47 Dakota) som startade från Storbritannien och Italien, men för att ha nog med bränsle för hemflygning hade de mycket liten lastkapacitet. Den 18 september, i slutfasen av upproret, fick 110 amerikanska plan tillåtelse att mellanlanda på sovjetiska flygfält för att tanka och lasta på ammunition; på vägen hem passade de på att bomba Budapest, då fortfarande i tyska händer. Totalt släppte de västallierade 104 ton.. Sovjetflyget mellan den 13 och 28 september levererade också 55 ton materiel. Ett stort problem med flygleveranserna var, förutom det långa avståndet på 1 600 km för plan som hade räckvidd på ca 3 200 km, att släppet skulle ske på mycket låg höjd (30-100 meter) och med precision för att inte falla utanför staden. Stor del av leveranserna skadades eller landade utanför upprorsmännens område.
De som stöder tolkningen om avsiktlig halt medan upproret slogs ner menar att NKVD samtidigt hade inlett massarresteringar och deporteringar till Gulag av polacker från hemarmén i Polens östra områden, som redan befriats av Röda armén.

### Annan bild
Författaren Norbert Bacyk betonar andra aspekter om vad som hände vid fronten utanför Warszawa. Enligt Bacyks rön (och som egentligen inte är något nytt i sig, för det är kända uppgifter i de flesta publikationerna om upproret) blev de sovjetiska styrkorna (1:a vitryska fronten) involverade i hårda pansarstrider mot tyskt pansar (IV. SS-Panzerkorps under Gilles befäl) i förorten Praga, som kom att pågå från slutet av juli till början av oktober 1944. Praga befriades den 14 september men då var det i praktiken redan för sent för att hjälp skulle kunna ges till upproret i staden. Även så lyckades man från den sovjetiska sidan skicka in förnödenheter till staden från ungefär denna tidpunkt. Från och med den 13 september och fram till den 1 oktober flög både sovjetiska och polska piloter flyguppdrag över staden och släppte ner vapen, ammunition, mat och medikamenter till upprorsmännen. De ryska leveranserna, som skedde utan fallskärm, blev oftast förstörda vid nedsläppet och var obrukbara (till exempel sylt blandades med ammunition). 15 september lyckades 5 bataljoner ur 1:a polska armén (som stred tillsammans med Röda armén) i ganska klen samverkan med Röda armén forcera Wisła och upprätta några brohuvuden, men slogs tillbaka av tyskarna.

## Betydelsen av upproret

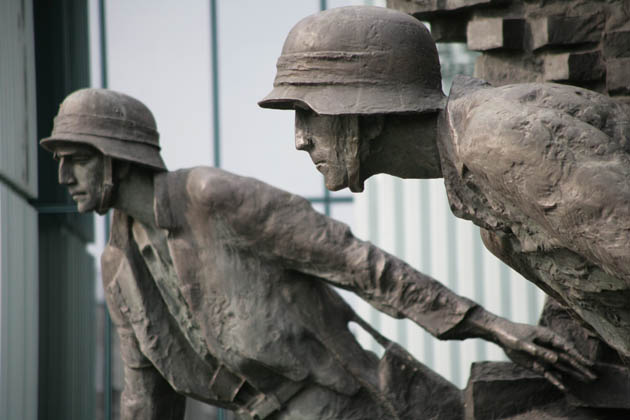
Monument upprest 1989 vid den 45:e årsdagen. Kämparna i bild är polska motståndsmän som på grund av utrustningsbrist bär tyska hjälmar med polska bindlar.

Även om upproret slutade med ett blodigt nederlag och att Polen inte fick full självständighet utan hamnade i östblocket så hade upproret stor betydelse för den nationella stoltheten. Frågan om Polens frihet var redan avgjord mellan de allierade innan upproret startade – Churchill och framför allt Roosevelt överlät landet till Stalin, utan att Polen, det kronologiskt sett första allierade landet, tillfrågades. Storbritannien och USA ville inte stöta sig med Sovjet, man prioriterade segern över Tyskland och ville inte ha störande kontroverser. 
Hemmaarméns och Warszawaupprorets symbol kom till användning igen under Solidaritets-tiden och Wojciech Jaruzelskis krigstillstånd. Något monument över stadens hjältar sattes inte upp förrän efter kommunismens fall i Polen 1989. Inte ens den Okände soldatens grav i Warszawa, som annars frikostigt och stolt räknar upp alla slag där polackerna deltog, omnämnde hemmaarmén eller upproret. 
Upproret var under den kommunistiska eran helt enkelt besvärande, även om den i stort inte förnekades i historieböckerna, men många fakta blev ofta "anpassade" till gällande doktriner. Vad som fick skrivas om upproret och hemmaarmén var en sorts termometer på det demokratiska tillståndet i nationen.
I västvärlden har inte heller Warszawaupproret mött tillräcklig analys och förståelse, och det cirkulerar en mängd föråldrade och inkorrekta uppgifter. Bl.a. blandas ofta upproret ihop med upproret i Warszawas getto 1943. Men i augusti 1996, femtiotvå år efter upproret, hölls dock ett första polsk-tyskt forskarsymposium, med en rysk talare från den militära akademin i Moskva (som var underrättelseofficer 1944).

## Slutpunkten i slaget om Warszawa
I början av 1945 genomfördes Wisła-Oder-operationen som startade den 12 januari. Efter en forcering av Wisła befriades staden av Röda armén och de polska styrkorna som slogs på den sovjetiska sidan den 17 januari. De tågade in i en av andra världskrigets allra mest förstörda städer utan att avlossa ett enda skott då tyskarna redan retirerat en månad tidigare.